# Batalha de San Pedro (1896)
A Batalha de San Pedro foi uma batalha da Guerra da Independência Cubana que ocorreu em 7 de dezembro de 1896, nas proximidades da fazenda de mesmo nome. A batalha ocorreu perto da cidade de Punta Brava, nos arredores de Marianao, na província de La Habana.
Tombou em combate o líder patriota cubano Antonio Maceo e seu ajudante Panchito Gómez, filho do Generalíssimo Máximo Gómez.

## Antecedentes
A terceira guerra pela independência de Cuba eclodiu na primavera de 1895. Depois de vários meses de organização e fortalecimento, as forças independentistas cubanas determinaram a criação de um contingente invasor que iria estender a guerra ao extremo ocidental da ilha.
Em outubro daquele ano, o Exército de Libertação Cubano deixou Mangos de Baraguá, no leste de Cuba, composto por vários milhares de homens mal-armados e liderado pelos majores-generais Máximo Gómez e Antonio Maceo. Em janeiro de 1896, as tropas libertadoras chegaram ao extremo da província de Pinar del Río, no oeste do país.
Cumprida a sua missão, o General Gómez tomou uma parte das tropas que tinham participado na invasão e marchou em sentido contrário, deixando o General Maceo com o resto dos homens para realizar novas ações militares em Pinar del Río. Durante esse ano, ambos os generais cubanos obtiveram importantes vitórias nas suas respectivas campanhas.
Porém, no final de 1896, ocorreu uma série de discrepâncias e tensões no governo da Assembleia de Guáimaro, o que levou o General Gómez a solicitar a intervenção pessoal de Maceo na disputa.
O General Maceo, extremamente preocupado com esta situação, marchou às pressas para o leste do país, saindo de Pinar del Río e entrando na província de La Habana, com a intenção de continuar atravessando o resto da ilha para chegar ao extremo leste, onde estava o Governo de independência cubana.
Encontrando-se em território havanês, Maceo e seus homens chegaram à fazenda San Pedro, muito perto da cidade de Punta Brava, nos arredores de Marianao, pequena cidade próxima à capital do país, Havana, para dar um toque humilhante a Valeriano. Weyler.

## A batalha
Por volta do meio-dia, o Coronel Juan Delgado González relatou os primeiros sinais de chegada de soldados espanhóis e Maceo enviou um grupo de busca sob o comando de José Miró Argenter, o qual foi perseguido pelo Tenente-Coronel Francisco Cirujeda com a Guerrilha Peral (90 cubanos), 365 soldados espanhóis e 24 cubanos da Guerrilha de Punta Brava, enquanto Maceo cometeu o erro crítico de decidir tirar uma soneca em sua rede enquanto o grupo de busca não conseguia localizar as forças espanholas.
Às 15h, os soldados espanhóis emboscaram o acampamento cubano enquanto a infantaria passava pelas sentinelas e chegava ao centro do campo. Um feroz contra-ataque de cerca de 40 mambises foi liderado por Alberto Rodríguez Acosta e Juan Delgado González. Os espanhóis recuaram para as cercas de pedra enquanto os mambises restantes se reagrupavam para uma resistência final.
Depois de ser acordado, Maceo reuniu 45 veteranos das campanhas de independência de Cuba anteriores e avaliou a situação enquanto os mambises partiam para a ofensiva. Durante o ataque, uma cerca de arame atrapalhou o movimento e o próprio Maceo se ofereceu para derrubá-la, mas enquanto o fazia, tiros vindos das paredes de pedra o atingiram no rosto e no pescoço. Ele permaneceu em seu cavalo por alguns segundos antes de perder a consciência e eventualmente falecer. A morte de Maceo destruiu qualquer moral remanescente dos mambises restantes, que abandonaram suas posições e recuaram, dando a vitória aos espanhóis.

## Consequências
Com a morte de Antonio Maceo, os cubanos perderam um dos seus melhores generais, o que significou um enfraquecimento significativo para os mambises e uma certa desmoralização entre as tropas.
Pessoalmente, o General Máximo Gómez perdeu o seu filho mais querido, Panchito Gómez Toro e o seu melhor amigo na mesma batalha, o que se expressou num certo pessimismo de Gómez no dia seguinte:

Pedro, você tem certeza que os restos mortais do Maceo e do meu filho Panchito estão aí embaixo?
Porém, apesar destas perdas, a guerra continuou até 1898 e terminou com a vitória cubana, com a ajuda dos Estados Unidos.